# Sojuz 18a
Sojuz 18a (ryska: Союз-18A) var en misslyckad flygning i det sovjetiska rymdprogrammet. Från början hette flygningen Sojuz 18 och hade som mål att skicka den andra besättningen till Saljut 4.

## T+288.6
Vid T+288,6 sekunder och på en höjd av 192 kilometer, började planenligt separationen av andra och tredje raketsteget. Men endast tre av de sex låsningarna släppte. Detta ledde till att tredje steget startade när det andra fortfarande satt kvar under det. Trycket från tredje stegets motor bröt sönder de kvarvarande låsningarna och andra steget lossnade på grund av påfrestningen. Andra steget påverkade övriga raketen, från det att det borde lossna, tills det verkligen lossnade. Därför kom raketen ur kurs. Vid T+295 sekunder hade kursavvikelsen blivit så stor att räddningsraketen aktiverades automatiskt och drog loss omloppsmodulen och återinträdeskapseln. Vid denna tidpunkt hade raketen tippat över och var på väg mot jordytan. Räddningsraketen var konstruerad för att utsätta kosmonauterna för max 15 g, men på grund av raketens vinkel blev det hela 21,3 g.

## Landningen
Drygt 21 minuter efter att raketen startat från Bajkonur landade kapseln i Altajbergen i nordvästra Kina, 80 kilometer från gränsen till Sovjet. Efter några timmar hämtades besättningen av sovjetiska helikoptrar utan att man meddelat Kina.

## ASTP
Eftersom ASTP var nära förestående informerades NASA om "incidenten", som enligt Sovjet berodde på att man använt en äldre modell av Sojuzraket än den som skulle användas till ASTP. Det dröjde fram till 1983 innan det sovjetiska folket fick höra om incidenten och då i armétidningen "Red Banner".